# Pseudomyrmex alvarengai
Pseudomyrmex alvarengai é uma espécie de formiga do género Pseudomyrmex, subfamilia Pseudomyrmecinae.

## História
Esta espécie foi descrita cientificamente por Kempf em 1961.